# أو إتش-58 كيوا
بيل أو إتش-58 كيوا هي مروحية قتالية أمريكية ذات محرك واحد .وتستخدم في المرافق العامة والمراقبة والدعم المباشر للنار. وقامت بيل لصناعة المروحيات بصنع المروحية (أو إتش-58) لصالح الجيش الأمريكي والتي استندت على بناءها على طائرتة المروحية من طراز بيل 206ايه (جيت رانجر) على مروحية . ومازال الجيش الأمريكي يستخدم طائرة أو إتش-58 (OH-58) منذ عام 1955.
أو إتش-88 كيوا واريور  (OH-58D) هو الطراز الحديث من هذه الطائرة ويستخدم في الاستطلاع ودعم القوات البرية في جيوش كل من النمسا وكندا وجمهورية الدومنيكان وتايوان والمملكة العربية السعودية وتونس. كما يتم إنتاجه بموجب ترخيص في أستراليا.

## التطوير
في 14 أكتوبر 1960م، طلبت بحرية الولايات المتحدة من 25 مُصنع الطائرات المروحية لتقديم مقترحاتهم الخاصة بانتاج طائرة هليكوبتر للمراقبة الخفيفة (LOH). وعليه فقد دخلت شركة بيل لانتاج طائرات الهليكوبترالمنافسة جنبا إلى جنب مع 12 شركة مصنعة أخرى، وكان من ضمن تلك الشركات شركة هيوز لصناعة اللطائرات وشركة هيلر للطائرات. حيث قدمت شركة بيل تصميم (D-250) والذي تم اختيارة كنموذج فائز وأعلن في 19 مايو 1961م بأن بيل وهيلر هما الفائزين في مسابقة التصميم.

## المستخدمون الحاليون

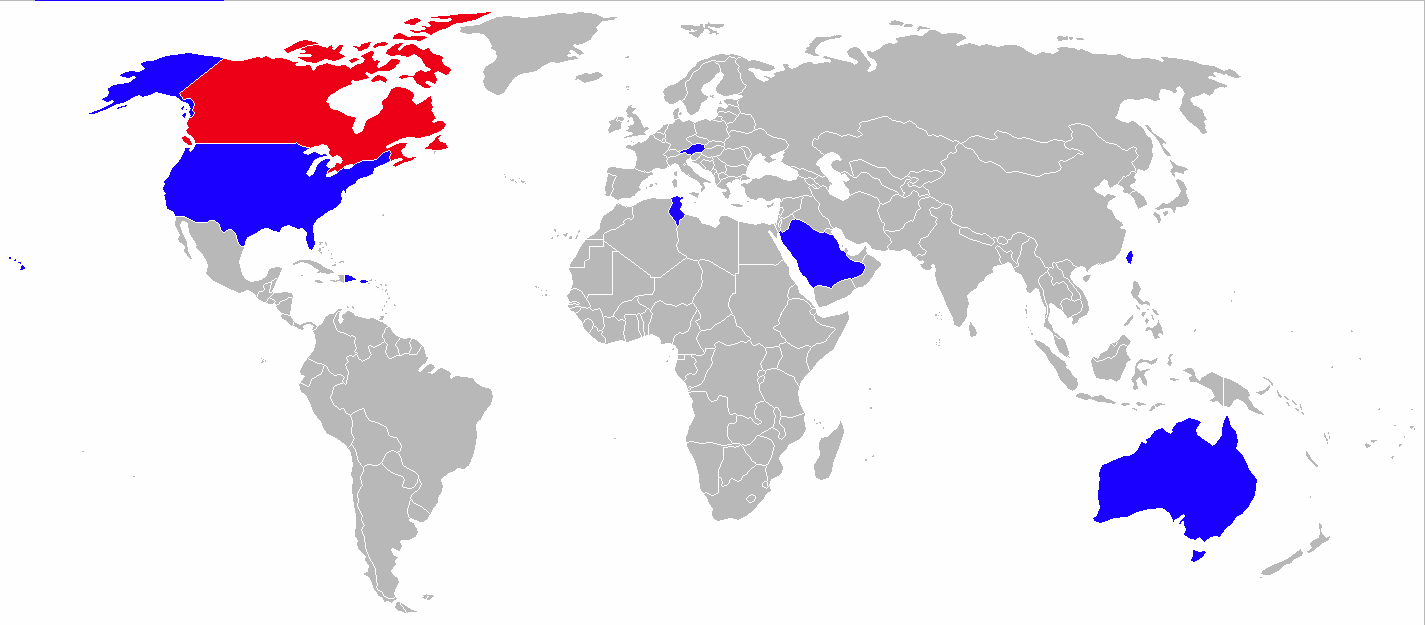
(مروحية أو إتش-58 كيواالمستخدمون الحاليون باللون الأزرق والسابقون باللون الأحمر)

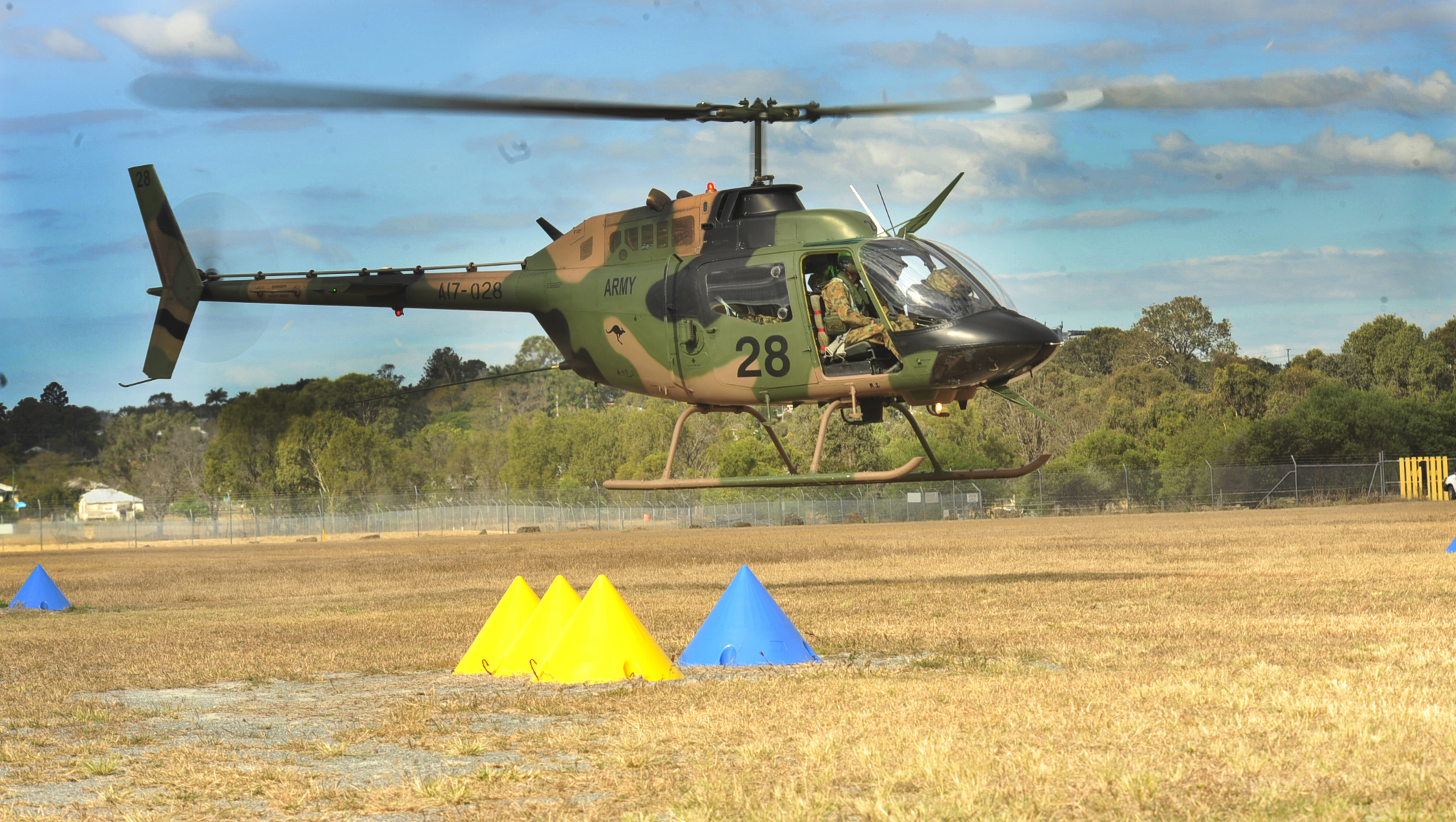
مروحية تابعة للجيش الأسترالي

أستراليا
 النمسا
 جمهورية الدومينيكان
 السعودية
 الولايات المتحدة
 تونس

## مستخدمون سابقون
كندا
الخصائص العامة
- الطول:  ()
- باع الجناح:  ()
- الارتفاع:  ()

الأداء

## روابط خارجية
- Fatal helicopter collision blamed on enemy fire
- Iraq helicopter crash kills two
- Pakistani, United States troops in gun battle
- OH-58 Kiowa Warrior and OH-58D fact sheets on Army.mil
- OH-58D armament systems page on Army.mil
- Kiowa Warrior Mast-Mounted Sight (MMS) Sensor Suite on northropgrumman.com